# Driever
Driever is een klein, 2 à 3 meter boven zeeniveau gelegen,  boerendorp in het Landkreis Leer in de Duitse deelstaat Nedersaksen. Bestuurlijk is het deel van de gemeente Westoverledingen. Het dorp ligt direct achter de dijk langs de Eems. De naam komt wellicht van drie veren, die alle drie naar verschillende dorpen aan de andere zijde van de Eems gingen. De huidige dorpskerk dateert uit 1875. Eerder hebben er ten minste twee voorgangers gestaan.

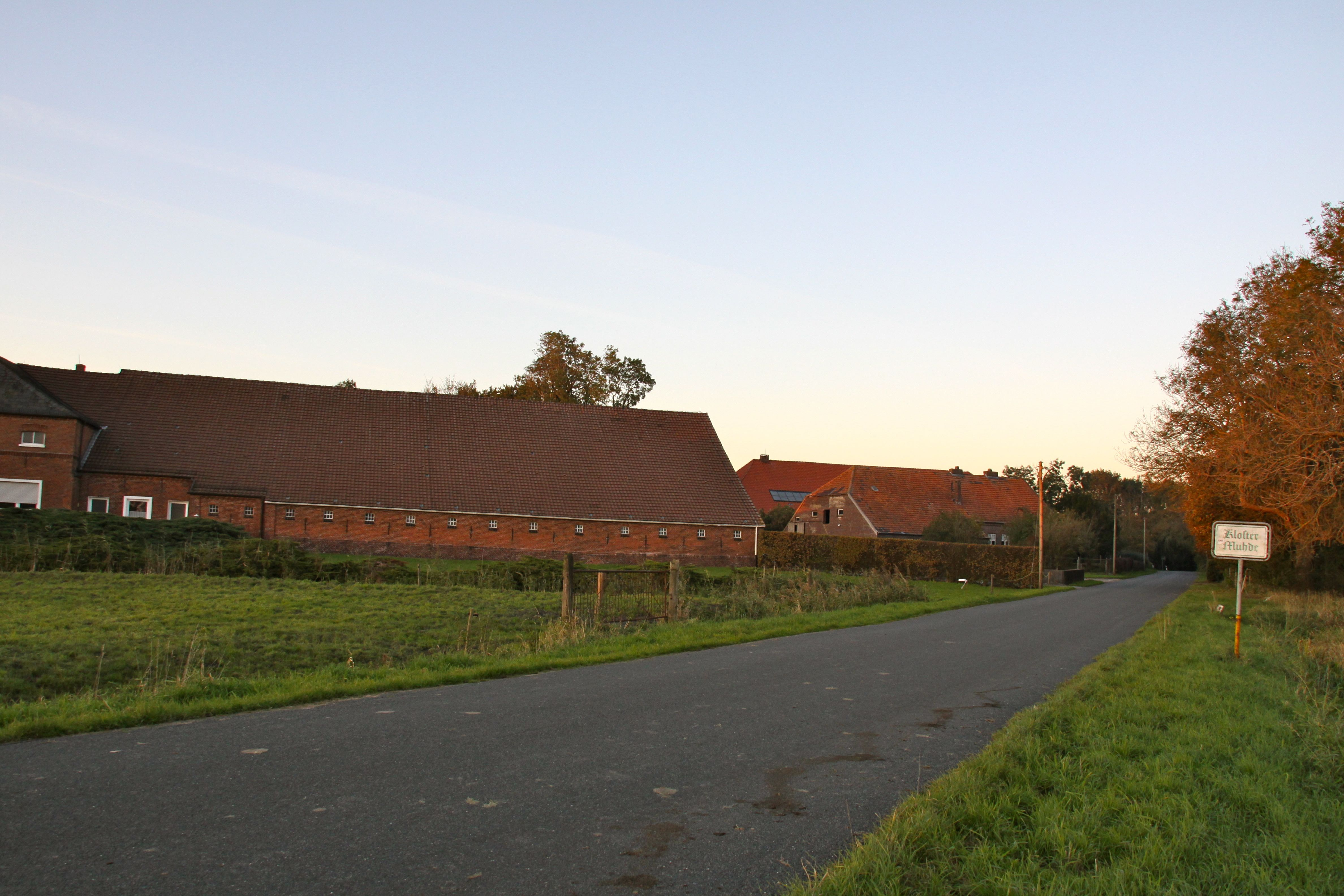

Van 1284 tot 1566 bestond niet ver van Driever, tegenover het latere Leerort, aan de samenvloeiing van Leda en Eems, het Kloster Muhde (de naam komt overeen met: "Muiden", aan de monding), een commanderij van de Johannieter orde.
Onder Driever ressorteert het uit slechts enkele boerderijen bestaande Weekeborg, aan de Eemsdijk. Hier brak tijdens de rampzalige Stormvloed van 1825 bij een zijl  de dijk door. Daarna werd de sluis vernieuwd. Langs de dijk is een zgn. Museumsdeich ter herinnering aan dit feit aangelegd.
- Nationale Bibliotheek van Israël: 987007499035505171
- Virtual International Authority File: 129208746